# Fisiología de los insectos

Anatomía interna del insecto.
1: cerebro; 2: ganglio; 3: cuerpo allatum; 4: cuerpo faríngeo; 5: aorta; 6: ganglio stomacal; 7: buche; 8: ventrículo; 9: válvula cardíaca; 10: mesenterón; 11: hemocele; 12: ventrículo; 13: corazón; 14: ostiolo; 15: recto; 16: ano; 17: vagina; 18: ganglio frontal; 19: anillo periesofágico; 20: epifaringe; 21: faringe; 22: gnatocerebro; 23: esófago; 24: ganglio ventral; 25: válvula pilórica; 26: tubos de Malpighi; 27: proctodeo; 28: ovariola; 29: ovario; 30: espermateca

La fisiología de los insectos estudia cómo viven y se reproducen los insectos. Generalmente se la subdivide según los sistemas anatómicos como sigue: exoesqueleto, sistemas digestivo, excretorio, circulatorio, inmune, muscular, nervioso y reproductivo.
Los insectos son el grupo de organismos más diverso del planeta. El plan básico de sus cuerpos permite esta gran diversificación. Los insectos son artrópodos, es decir que tienen un esqueleto externo.  El exoesqueleto protege los órganos internos, a la vez que permite la comunicación con el exterior por medio de los órganos de los sentidos.

## Exoesqueleto
El tegumento constituye el esqueleto de los insectos. Es fuerte y, al mismo tiempo, flexible permitiendo el movimiento y suministrando puntos de inserción para los músculos. El exoesqueleto es sumamente diverso y adaptado a una variedad de funciones. Puede ser duro y rígido como en las mandíbulas o blando y flexible como en las larvas. Todas las estructuras externas están hechas de cutícula y son responsables por la gran diversidad de insectos que existe actualmente. El exoesqueleto de los insectos está compuesto de varias capas. Las capas incluyen la epicutícula, exocutícula y endocutícula de afuera hacia adentro. Las células epidérmicas forman una capa colocada debajo de la cutícula y separada de la hemolinfa por una membrana basal.

La epicutícula carece de quitina, es delgada; contiene ceras que la hacen impermeable. La exocutícula es más gruesa, rígida y esclerotizada. La endocutícula, aún más espesa, es resistente y flexible. Está hecha de numerosas capas de quitina fibrosa y de proteínas, que forman un entramado. La exocutícula está muy reducida en algunos insectos de exoesqueleto blando y especialmente en las larvas. La quitina es una larga cadena (polímero) de N-acetilglucosamina, un derivado de la glucosa. Es resistente, translúcida y flexible. Sin embargo, en los artrópodos puede estar muy modificada, especialmente cuando está incrustada con carbonato de calcio. Esta diferencia es clara cuando se compara una oruga de mariposa con los élitros de un escarabajo.

## Fisiología de la muda o ecdisis
El proceso de descartar la cutícula antigua y de producir una cutícula nueva se llama muda o ecdisis. Permite el crecimiento del insecto inmaduro (ninfa o larva), que aumenta de tamaño en cada estadio. En insectos holometabólicos también permite la formación de la pupa en la que tiene lugar la metamorfosis que es la transición de larva a adulto.
A medida que crece el insecto necesita reemplazar el exoesqueleto, que es relativamente rígido e incapaz de crecer. La muda puede ocurrir tres o cuatro veces, pero en algunos casos poco comunes puede haber hasta cincuenta o más mudas durante la vida por ejemplo en los pececillos de plata. Es un proceso complejo controlado por hormonas que actúan sobre la cutícula o pared corporal, así como la cubierta de las tráqueas y del extremo anterior y posterior del tubo digestivo.  El proceso empieza cuando las células epidérmicas comienzan a dividirse rápidamente y se acumulan en forma columnar.

### Etapas de la muda
1. Apolisis las hormonas de la muda circulan por la hemolinfa y llegan a la cutícula. Separan la cutícula vieja de las células epidérmicas. Las células del epitelio escamoso se multiplican por mitosis celulares y producen una nueva cutícula debajo de la antigua. Las enzimas producidas por las células epidérmicas digieren la vieja endocutícula sin afectar a la vieja exocutícula exclerotizada.
2. Ecdisis consiste en el desprendimiento de la vieja cutícula, lo cual generalmente comienza en la línea media dorsal del tórax. La presión de la hemolinfa forzada dentro del tórax por acción muscular ayuda en este proceso. Además el insecto traga agua o aire para aumentar la presión. A continuación se mueve vigorosamente hasta salir de la cutícula.
3. Esclerotization después de emerger, la nueva cutícula es muy blanda.

Es una etapa vulnerable para el insecto. La nueva exocutícula se endurece y toma un color más oscuro o intenso, lo cual puede llevar varias horas. Las alas se expanden por acción de la hemolinfa que es bombeada a las venas alares.

## Metamorfosis
La metamorfosis de los insectos es la transición del estado inmaduro de ninfa o larva al estado adulto. En los insectos hemimetábolos el último estadio de ninfa pasa por la metamorfosis para convertirse en un adulto. En los holometábolos, la larva pasa por el estadio de pupa y el adulto se desarrolla en el interior de la cápsula de la pupa.

### Ciclo vital
Hay tres tipos de ciclos biológicos en los insectos:
- Ametabolismo, sin metamorfosis, en que no hay mayor diferencia entre el insecto juvenil o ninfa y el adulto. Solo los insectos más primitivos y carentes de alas tienen este tipo de ciclo vital, como dipluros, tisanuros, colémbolos y proturos.[8][9]

- Hemimetabolismo, metamorfosis simple o incompleta. El individuo inmaduro se llama ninfa. las ninfas acuáticas suelen ser llamada nayades. El insecto juvenil o inmaduro es similar al adulto. Las alas son simple brotes. Solamente después de la última muda las alas se desarrollan completamente y son funcionales.

- Holometabolismo, o metamorfosis completa. En estos insectos, los estadios inmaduros difieren notablemente de los adultos y, en la mayoría de los casos, viven en hábitats diferentes y tienen diferente alimentación. Suelen tener piezas bucales masticatorias aunque los adultos tengan órganos de succión o chupadores. Los estadios inmaduros se llaman larvas y no cambian mucho de aspecto, solo de tamaño a través de varias mudas. Cuando han completado su crecimienton entran en el estadio de pupa, que es un período de inactividad durante el cual tiene lugar la metamorfosis. En este estadio se desarrollan los órganos adultos, incluyendo alas, órganos sexuales y las patas, antenas y piezas bucales del adulto.[6][2]

## Sistema digestivo
Un insecto usa su sistema digestivo para extraer nutrientes y otras sustancias de la comida. La mayor parte de la comida es ingerida en forma de macromoléculas y otras sustancias complejas (como proteínas, polisacáridos, grasas y ácidos nucleicos) que deben ser reducidas a moléculas de menor tamaño (aminoácidos, azúcares simples, etc.) por reacciones catabólicas. Así pueden ser usadas por las células del cuerpo para energía, crecimiento y reproducción. Este proceso de reducción es conocido como digestión.

Diagrama simplificado de la parte final del aparato digestivo de insectos (del tipo Orthoptera). Mesenterón. Proctodeo. Recto. Tubos de Malpighi

El sistema digestivo de los insectos consiste de un largo tubo que recorre el cuerpo de un extremo a otro. Permite la entrada de alimentos por la boca, procesa ese alimento y elimina los restos por el ano. El tubo digestivo tiene secciones específicas para triturar, almacenar y absorber el alimento. Hay secciones que segregan enzimas que modifican las moléculas y que ayudan a la absorción de nutrientes. Hay esfínteres que regulan el paso del alimento y los líquidos de una región a otra.
Las tres regiones consisten de la parte anterior o estomodeo, la parte media o mesenterón y la región final o proctodeo. El estomodeo y el proctodeo son invaginaciones del epitelio externo que está cubierto por la cutícula. El mesenterón no está recubierto de cutícula sino de células epiteliales que son reemplazadas constantemente por un proceso de multiplicación rápida. La cutícula es reemplazada en cada muda, junto con el exoesqueleto. El alimento avanza a lo largo del intestino por medio de movimientos peristálticos.
Además del tubo alimentario, el aparato digestivo del insecto tiene pares de glándulas salivares y reservorios salivares. Estas estructuras generalmente se encuentran en el tórax (adyacente al estomodeo). Las glándulas salivares producen saliva que es transportada por conductos salivares a los reservorios y de allí hacia la región bucal donde se vierten detrás de la hipofaringe. Los movimientos de las piezas bucales ayudan a mezclar la saliva con el alimento. Así comienza el proceso de digestión.

### Estomodeo
Esta región almacena, tritura y transporta alimento a la sección siguiente. Incluye la cavidad bucal, la faringe, el esófago, el buche (que almacena alimentos) y los proventrículos (que los trituran) . Las secreciones salivares de las glándulas labiales diluyen la comida ingerida. En los mosquitos y otros insectos que se alimentan de sangre hay glándulas que producen anticoagulantes.

### Mesenterón
Las enzimas de esta región son producidas y secretadas dentro del lumen o cavidad interior del tubo digestivo y los nutrientes son absobidos en esta región. El alimento es envuelto por una membrana peritrófica carente de células y hecha de mucopolisacáridos o glicosoaminoglicanos que es secretada por las células epiteliales del mesenterón. Esta membrana posiblemente evita que los patógenos presentes en la comida se pongan en contacto con el epitelio y contaminen al insecto. También obra como un filtro que permite el paso de las moléculas chicas a las células epiteliales e impide el paso de las más grandes y de los fragmentos de comida. Solo después que las moléculas se han reducido en tamaño puede tener lugar la absorción de éstas. En la pared del intestino medio hay prolongaciones microscópicas llamadas microvellosidades que aumentan la superficie de absorción para mejorar la eficiencia del traspaso de nutrientes.

### Proctodeo
El proctodeo se extiende desde la válvula pilórica hasta el ano y está dividido en tres secciones; la anterior se llama íleo, la central es el colon y la posterior y más ancha es el recto. Aquí ocurren la absorción del agua, sales y otras sustancias útiles antes de la excreción. Al igual que en otros animales, la eliminación de desperdicios metabólicos requiere agua. En animales pequeños, como los insectos, la conservación de agua es de importancia crítica. Por eso existen órganos de osmorregulación llamados tubos de Malpighi a la entrada del proctodeo. Son evaginaciones o protrusiones en forma de túbulos ciegos que extraen los desechos orgánicos de la hemolinfa circulante. Los túbulos producen continuamente ácido úrico y lo vuelcan en el proctodeo. Aquí también se reabsorben las sales y el agua. El excremento es expulsado en forma de gránulos sólidos de ácido úrico insolubles y químicamente inertes. Es decir que la excreción y osmorregulación son ejecutadas en combinación por los tubos de Malpighi, el íleo y el recto.

## Sistema circulatorio

Anatomía interna de un escarabajo. Aparato circulatorio en rojo, con cámaras cardíacas

La sangre de los insectos, hemolinfa, tiene las funciones de transporte y de bañar los órganos del cuerpo. Generalmente representa menos del 25% del peso corporal del insecto. Transporta hormonas, nutrientes y desechos y tiene funciones en la osmorregulación, control de la temperatura, inmunidad, almacenaje (de agua, carbohidratos y grasas) y función esquelética. También juega un papel en el proceso de muda. Otra función en algunos órdenes de insectos puede ser la de defensa en contra de depredadores. En tales casos contiene sustancias de olor o sabor desagradable que repelen a los atacantes.
La hemolinfa contiene moléculas, iones y células que sirven para regular los intercambios químicos entre los tejidos. La hemolinfa flota libremente en la cavidad corporal o hemocele. Circula por el cuerpo por las pulsaciones combinadas del corazón (posterior) y de la aorta (anterior). Estos órganos están en la parte dorsal inmediatamente debajo de la superficie del cuerpo. A diferencia de la sangre de los vertebrados, carece de glóbulos rojos o eritrocitos y no acarrea oxígeno. Es más semejante a la linfa que a la sangre de los vertebrados. Los fluidos corporales entran a la aorta y al corazón por orificios con válvulas llamados ostiolos situados a lo largo de estos órganos. La hemolinfa circula por ondas de contracciones peristálticas que se originan en el extremo posterior del cuerpo y avanzan hacia la cabeza. De allí la hemolinfa se vierte en el espacio abierto del hemocele. La hemolinfa circula hacia los apéndices en una sola dirección con la ayuda de bombas musculares y órganos pulsátiles accesorios que generalmente se encuentran en la base de las antenas, alas y también las patas. El ritmo de circulación se acelera con el incremento de la actividad física. La circulación de la hemolinfa es particularmente importante para la termorregulación en los órdenes Odonata, Lepidoptera, Hymenoptera y Diptera.

## Aparato respiratorio

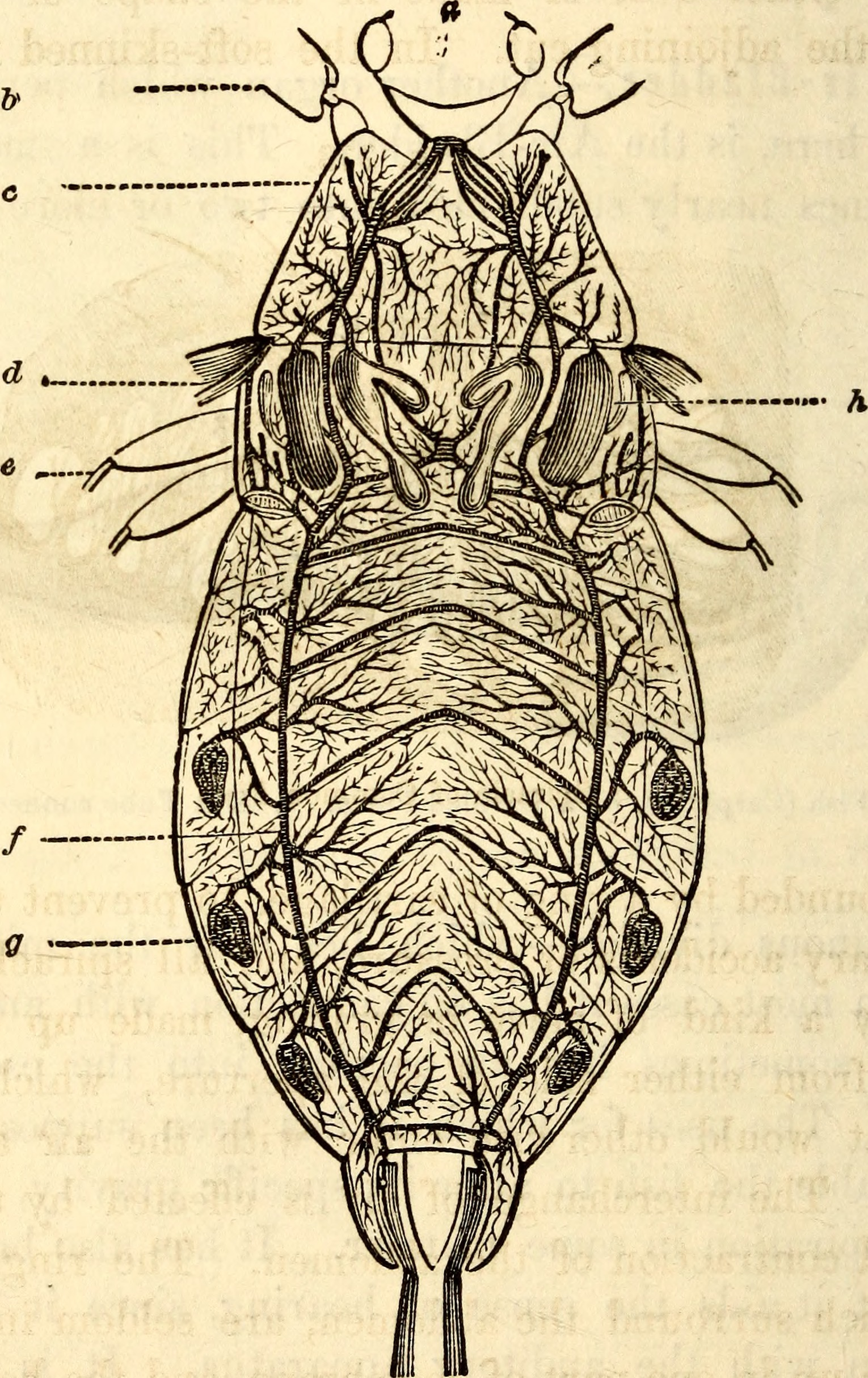
Tráqueas de népido o escorpión de agua: a. Cabeza, b. Primer par de patas, c. Primer segmento torácico, d. Primer par de alas, e. Segundo par de patas/tronco traqueal, g. Uno de los espiráculos, h. Cámara de aire. Los órganos principales son las tráqueas que se abren a los lados del cuerpo y se comunican libremente entre sí. Las cámaras o sacos aéreos se encuentran en la parte anterior del cuerpo

Los insectos no tienen pulmones. La respiración se realiza por un sistema de tubos y sacos internos a través de los cuales circulan los gases por difusión y por bombeo, llevando oxígeno directamente a los tejidos que lo necesitan y recogiendo anhidrido carbónico de las células. Como el oxígeno es transportado directamente por todo el cuerpo, el sistema circulatorio no acarrea oxígeno y como resultado está muy disminuido.
El aire entra por aberturas en la pleura o región lateral llamados espiráculos o estigmas. Por lo general hay un par en el borde anterior del mesotórax y otro en el metatórax y pares en cada uno de los ocho o menos segmentos abdominales. El número puede variar de uno a diez pares. El oxígeno pasa por las tráqueas y traqueolas y se distribuye por el cuerpo por un proceso de difusión. El dióxido de carbono sale por el mismo proceso.
Las tráqueas mayores están reforzadas por anillos en espiral que impiden su colapso. Son permeables a los gases en todo su recorrido. Algunas se expanden en sacos o cámaras aéreas que pueden dilatarse con los movimientos corporales incrementando el movimiento de gases. Los espiráculos pueden cerrarse y abrirse por la acción de válvulas y pueden permanecer parcialmente cerrados por largos períodos para reducir la deshidratación.
Hay una variedad de modelos de intercambio gaseoso en diferentes grupos de insectos. El intercambio puede variar desde una corriente continua de ventilación por difusión a un intercambio discontinuo de gases.
Los insectos terrestres y la mayoría de los insectos acuáticos realizan el intercambio gaseoso en la forma descrita usando un sistema abierto. Otros grupos de insectos tienen un sistema traqueal cerrado, por ejemplo Odonata, Trichoptera, Ephemeroptera, que tienen branquias y carecen de espiráculos funcionales. Las larvas endoparasíticas tienen un sistema cerrado carente de espiráculos. En éstos la tráquea se separa en forma periférica cubriendo la mayor parte del cuerpo lo que resulta en un intercambio cutáneo de gases. Esta división traqueal periférica puede extenderse dentro de las branquias donde tiene lugar el intercambio gaseoso.

## Sistema muscular
Muchos insectos pueden levantar un peso igual a veinte veces el peso de sus cuerpos y pueden saltar distancias mucho mayores que la longitud de sus cuerpos. No es porque sean muy fuertes sino porque su producción de energía es alta en relación con la masa corporal.
El sistema muscular de los insectos consiste de unos pocos centenares de músculos hasta varios miles. A diferencia de los vertebrados que tienen músculos lisos y estriados, los insectos cuentan solamente con músculos estriados. Las células musculares están agrupadas en fibras musculares, y el conjunto de éstas forma una unidad, un músculo. Los músculos están insertados en la pared corporal con fibras que llegan a la cutícula y epicutícula. Por medio de ellas pueden mover diferentes partes del cuerpo, incluyendo los apéndices, (alas, patas, antenas). La fibra muscular es una célula multinucleada envuelta en una membrana plasmática, el sarcolema. Este se invagina y hace contacto con las traqueolas que llevan oxígeno a la fibra muscular. Puede estar dispuesto en láminas o en cilindros de miofibrillas contráctiles a todo lo largo del músculo. Las miofibrillas están compuestas de un filamento fino de actina rodeado por un par grueso de filamentos de miosina. Se deslizan entre sí cuando activados por el impulso nervioso.
Se puede agrupar a los músculos en cuatro categorías:
1. Visceral: Los músculos del aparato digestivo que producen la peristalsis.
2. Segmental: que mueven los segmentos y los estiran o encogen. Son importantes para la muda y para la locomoción de las larvas.
3. Apendicular:  se originan en el esternón o en el tergo del exoesqueleto y se insertan en la coxa de la pata y mueven los apéndices. Están dispuestos por segmento y generalmente poseen pares de músculos antagonistas que realizan acciones opuestas (flexión y extensión). Las músculos de las piezas bucales como la maxila pueden tener solamente un músculo flexor. La extensión se efectúa por medio de la presión de la hemolinfa o por la elasticidad de la cutícula.
4. Del vuelo: Los músculos del vuelo pertenecen a la categoría más especializada de músculos y son capaces de contracciones veloces. Se requieren impulsos nerviosos para iniciar las contracciones musculares y por consiguiente el vuelo. Estos músculos son conocidos como neurogénicos o sincronizados debido a que hay una correlación entre el potencial de acción del nervio y la contracción muscular. En los insectos con una elevada frecuencia de aleteo, los músculos se contraen con una frecuencia mayor que el número de impulsos nerviosos y se los conoce como músculos asíncronos.[11][6][1][13]

Una de las adaptaciones clave de los insectos es el vuelo. Esto les permite a los insectos dispersarse, escapar de sus enemigos o de problemas ambientales y colonizar nuevos hábitats.   Las alas totalmente desarrolladas y funcionales ocurren solo en los insectos adultos. Para volar hay que vencer la fuerza de la gravedad y la resistencia aerodinámica. La mayoría de los insectos vuelan batiendo sus alas y para eso necesitan los músculos del vuelo que insertan a las alas. También pueden usar un sistema indirecto que carece de esa conexión músculo-ala. En cambio, el ala está conectada a una caja sumamente flexible, el tórax.

## Sistema endocrino
Las hormonas son sustancias químicas transportadas por la hemolinfa a través del cuerpo del insecto que llevan mensajes desde el sitio de producción o síntesis a otros sitios donde influencian procesos fisiológicos. Las hormonas son producidas por centros glandulares, neuroglandulares y neurales. Los insectos tienen varios órganos que producen hormonas para el control de la reproducción, metamorfosis y mudas. Se cree que las hormonas cerebrales son responsables por la determinación de castas en termitas y de diapausa en ciertos insectos.
Se han identificado cuatro centros endocrinos:
1. Células neurosecretoras en el cerebro. Pueden producir una o más hormonas que afectan el crecimiento.
2. Corpora cardíaca o cuerpos cardíacos son un par de cuerpos neuroglandulares que se encuentran detrás del cerebro y a cada lado de la aorta. No solo producen sus propias neurohormonas sino que también almacenan y descargan otras neurohormonas incluyendo la hormona protoracicotrópica (hormona cerebral), que estimula la acción de las glándulas protorácicas, jugando un importante papel en la muda.
3. Glándulas protorácicas son un par de glándulas difusas localizadas detrás de la cabeza o en el tórax. Estas glándulas segregan la hormona de muda llamada ecdisona que inicia el proceso epidérmico de la muda. Además juega un papel en las glándulas reproductivas accesorias de la hembra, en la diferenciación de las ovariolas y en el proceso de producción del huevo.
4. Corpora allata o cuerpos alados son un par de cuerpos glandulares de origen epitelial, colocados a cada lado del estomodeo. Segregan las hormonas juveniles que regulan el crecimiento de la larva y la prevención de la metamorfosis hasta haber completado el crecimiento.[6][13] La hormona juvenil determina que tipo de cutícula se forma durante la muda. En su presencia se forma una cutícula larval o de ninfa. En su ausencia se forma la cutícula de la pupa en insectos holometábolos o del adulto en insectos hemimetábolos.[2]

## Sistema nervioso

Sistema nervioso de insectos
P: Protocerebro.
D: Deutocerebro.
T: Tritocerebro.
G: Ganglio subesofágico.
CV: Cordón nervioso ventral.

Los insectos tienen un sistema nervioso complejo que incorpora una variedad de información fisiológica interna así como información sensorial externa. Al igual que los vertebrados, el componente principal es la neurona o célula nerviosa. Ésta puede tener solo un axón o un axón y una sola dendrita o un axón y varias dendritas. Transmiten información a otra neurona o a un órgano, como un músculo. Como en los vertebrados las neuronas usan neurotransmisores químicos (acetilcolina, dopamina, etc.) que son descargados por las sinapsis.

### Sistema nervioso central
El sistema nervioso central de un insecto controla los procesos fisiológicos sensoriales y motores, así como el sistema endocrino. Consiste de un cerebro, una cadena ventral de nervios y un ganglio subesofágico. Éste está conectado al cerebro por dos nervios que se extienden alrededor del esófago.
El cerebro tiene tres lóbulos:
- Protocerebro, que inerva los ojos compuestos y ocelos
- Deutocerebro, que inerva las antenas
- Tritocerebro, que inerva el estomodeo y las piezas bucales.[6][13]

La cadena nerviosa ventral se extiende desde el ganglio subesofágico hasta el extremo posterior del cuerpo. Una capa de tejido conectivo llamada neurilema cubre al cerebro, los ganglios, nervios periféricos principales y la cadena nerviosa ventral. 
La cápsula cefálica (compuesta de seis segmentos fusionados) tiene seis pares de ganglios. Los tres primeros están fusionados formando el cerebro. Los tres restantes están fusionados en el ganglio subesofágico. Cada segmento torácico tiene un par de ganglios conectados entre sí. En el abdomen los ocho segmentos primeros también tienen un par de ganglios. Mchos insectos tienen menos ganglios debido a fusión o reducción del número básico. Algunas cucarachas tienen solamente seis ganglios en el abdomen. La avispa (Vespa crabro) tiene solo dos en el tórax y tres en el abdomen. Algunos insectos, como la mosca doméstica tienen todos los ganglios del cuerpo fusionados en un solo ganglio torácico grande. Los ganglios del sistema nervioso central se comportant como centros coordinadores. Son relativamente autónomos, cada uno coordinando los impulsos de una región específica del cuerpo del insecto.

### Sistema nervioso periférico
El sistema nervioso periférico consiste de neuronas motoras que van desde los ganglios del sistema nervioso central hasta los músculos y de neuronas sensitivas que van desde los órganos de los sentidos al sistema nervioso central. 
El sistema nervioso simpático o vegetativo es considerado parte del sistema periférico.  Incluye neuronas que inervan al intestino, órganos endocrinos, los espiráculos del sistema traqueal y los órganos reproductores.
Está constituido por el sistema estomogástrico o anterior, siempre presente y por el sistema simpático terminal que puede estar ausente en muchos casos. El sistema estomogástrico es impar, se encuentra en la parte anterior del cuerpo. Inerva al aparato digestivo, regulando los procesos de digestión. También regula los latidos del corazón. El sistema simpático terminal cuando existe inerva el proctodeo o parte final del aparato digestivo y los órganos reproductores.

### Órganos de los sentidos

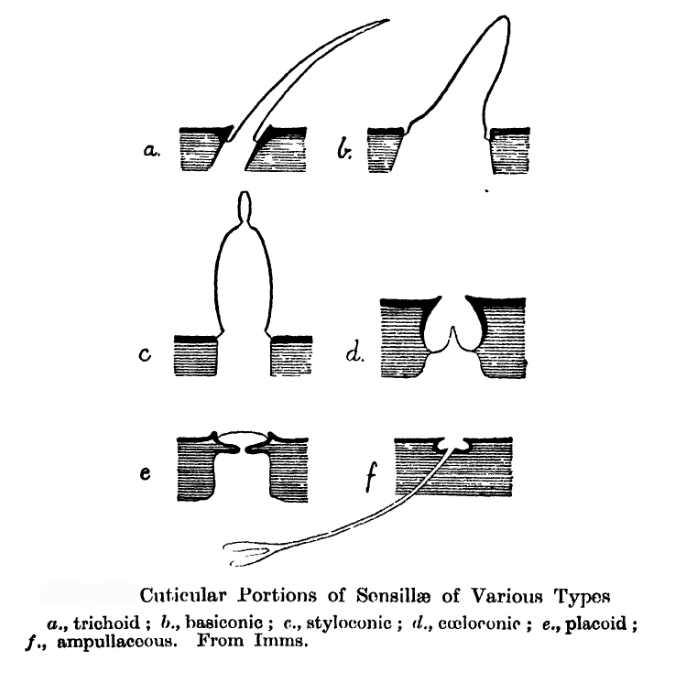
Diferentes tipos de sensilias.

Las sensilias son las unidades sensoriales básicas de los artrópodos. Constituyen la base estructural de todos los órganos sensoriales de esta filo animal. Están siempre relacionadas con el tegumento, ya que son de origen ectodérmico.
Los sentidos químicos incluyen quimiorreceptores, relacionados al gusto y al olfato. Afectan la selección de pareja, hábitat y huésped parasitario. El sentido del gusto está localizado generalmente en la boca, pero en algunos insectos como abejas, avispas y hormigas, los órganos del gusto pueden estar también en las antenas. También pueden estar presentes en los segmentos tarsales de las patas de lepidópteros y moscas. Las sensilias olfatorias proveen el sentido del olfato y generalmente están colocadas en las antenas. Los quimiorreceptores pueden ser extremadamente sensibles a ciertas moléculas y reconocer olores a varios kilómetros del lugar de origen.
Los sentidos mecánicos dan al insecto información que les sirve para su orientación, movimientos, vuelo, reproducción y alimentación. Están constituidos de órganos sensibles a los estímulos mecánicos tales como presión, tacto y vibraciones. Los pelos o cerdas de la cutícula son sensibles a las vibraciones, tacto y sonidos.
Las estructuras auditivas u órganos timpánicos están localizados en diversas partes del cuerpo, tales como las alas, abdomen, patas y antenas. Pueden responder a una variedad de frecuencias acústicas desde 100 a 240 kHz según los insectos. Algunas de las articulaciones de los insectos tienen cerdas o pelos táctiles que registran movimientos. Matas de pelos y grupos de sensilia determinan la propiorrecepción o información sobre la posición de una extremidad y se encuentran en la cutícula de las articulaciones de las patas. Otras sensilias perciben la extensión de los músculos y la distensión del aparato digestivo.
Los ojos compuestos y los ocelos son los órganos de la visión. Los ojos compuestos están formados por numerosas unidades receptoras de luz, llamadas omatidios. Algunas hormigas tienen solamente dos omatidios, pero hay libélulas con más de 10.000. Cuanto mayor el número de omatidios, mayor la agudeza visual. Cada unidad tiene una lente y una retina. De día, la imagen que perciben los insectos es un mosaico de puntos de luz de distinta intensidad, producto de las imágenes individuales de cada omatidio. De noche o en el crepúsculo la agudeza visual se reduce pero la sensibilidad a la escasa luz aumenta. Los ocelos no pueden formar imágenes en foco pero son sensibles a diferentes grados de luminosidad. Hay visión cromática en todos los órdenes de insectos. Generalmente ven mejor el azul y el amarillo. Algunos carecen de la visión del rojo. En algunos órdened perciben la luz ultravioleta.
Muchos insectos tienen sensores de temperatura y humedad. Siendo tan pequeños, se enfrían más rápidamente que animales de mayor tamaño. Los insectos son considerados de sangre fría o ectotérmicos, que son aquellos cuya temperatura corporal depende de la temperatura ambiental. Sin embargo, los insectos voladores pueden elevar su temperatura por encima de la temperatura ambiental por la acción del vuelo.
La temperatura de una mariposa o saltamontes en vuelo puede ser de 5 °C a 10 °C más que la temperatura ambiental. Otros lepidópteros y los abejorros pueden calentarse hasta 20–30 °C por encima de la temperatura del aire debido en parte a su capa aisladora de escamas o vello. La mayoría de los insectos voladores necesitan mantener los músculos del vuelo a cierta temperatura para que funcionen. Recurren a hacer vibrar los músculos alares o a tiritar hasta generar suficiente calor que les permita volar.
Hasta recientemente nadie ha documentado la presencia de nocirreceptores (los receptores celulares de detección del dolor) en los insectos.  Sin embargo hay evidencia reciente de que las larvas de Drosophila melanogaster experimentan dolor. Por lo tanto se cree que tales receptores deben existir.

## Sistema reproductor
La mayoría de los insectos tienen una tasa reproductiva elevada. Con generaciones tan cortas pueden evolucionar rápidamente adaptándose a cambios ambientales más rápido que otros animales con ciclos reproductivos más prolongados. Hay muchos tipos de aparatos genitales, pero existe un diseño básico. Las partes del sistema pueden variar mucho en forma (gónadas), posición (glándulas accesorias) y número (glándulas testiculares y ováricas) entre distintos grupos.

### Hembra

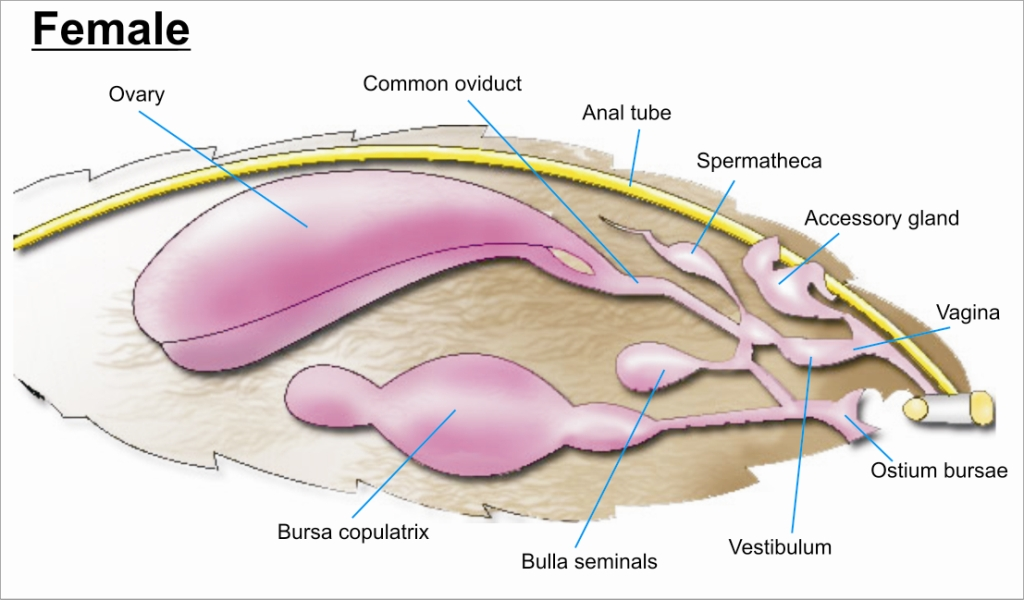
Órganos genitales femeninos de Lepidoptera

La función del sistema reproductor femenino es producir huevos, incluyendo la cubierta protectora, y almacenar espermatozoides hasta el momento apropiado para la fertilización. Los órganos reproductivos de la hembra incluyen un par de ovarios ubicados en una cavidad llamada cámara genital. Vuelcan sus huevos (ovocitos) en un par de oviductos laterales que, a su vez, se unen en un oviducto central. La abertura o gonoporo del oviducto común está oculta dentro de la cámara genital que sirve como bolsa copulatriz (bursa copulatrix) durante el apareamiento. La abertura externa se llama vulva. En muchas especies la vulva es angosta y la cámara genital es una bolsa o tubo llamado vagina. Una estructura en forma de saco, la espermateca, está relacionada con la vagina. Los espermatozoides son almacenados en este órgano hasta que se los requiere para la fertilización. Una glándula secretora nutre a los espermatozoides almacenados.
El desarrollo del huevo tiene lugar generalmente dentro del cuerpo del insecto adulto y está controlado por hormonas durante los estadios iniciales de ovogénesis y cubrimiento de yema. La mayoría de los insectos son ovíparos. La larva se desarrolla después que el huevo es depositado.
La reproducción sexual comienza con la entrada del espermatozoide que estimula la ovogénesis. Tiene lugar la meiosis y el huevo fecundado desciende el tracto genital. Las glándulas accesorias de la hembra recubren el huevo con una cubierta protectora y también producen una sustancia adhesive que lo adhieren a un sustrato. Muchas especies tienen un ovipositor para depositar el huevo. Generalmente los huevos son depositados inmediatamente sobre o dentro de la comida o cerca de la comida específica de la larva.

### Macho

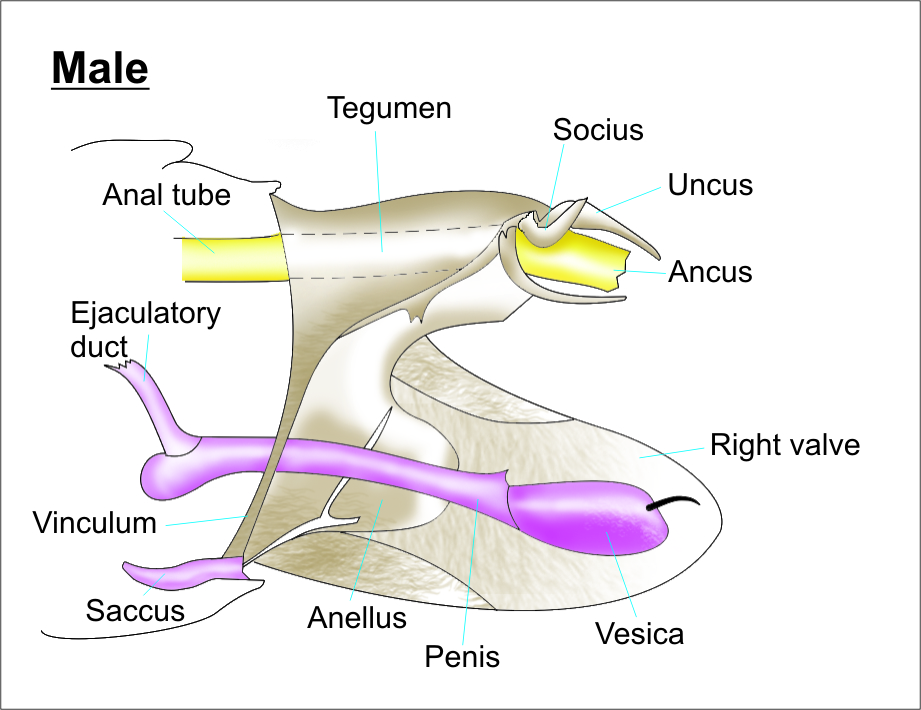
Órganos genitales masculinos de Lepidoptera

La función del aparato reproductor masculino es producir y almacenar espermatozoides y transportarlos hasta el aparato reproductor de la hembra. Generalmente el desarrollo del esperma se ha completado cuando el insecto llega al estado adulto. El macho tiene dos testículos, que contienen grupos de células (folículos) donde se producen los espermatozoides. Cada testículo tiene un conducto deferente donde se almacena el semen. Estos conductos se unen posteriormente y forman un ducto eyaculador. Éste desemboca al exterior en el edeago o pene. Las glándulas accesorias segregan líquidos que forman un paquete de espermatozoides o espermatóforo.

### Reproducción sexual y asexual
La mayoría de los insectos tienen reproducción sexual, es decir que el huevo producido por la hembra es fertilizado por un espermatozoide del macho. Sin embargo, las hembras adultas de algunas especies pueden reproducirse por partenogénesis. En el tipo más común de partenogénesis la descendencia es genéticamente idéntica a la madre. Éste es el caso de muchos pulgones y de insectos escamas. En muchos himenópteros, los huevos fecundados producen hembras y los no fecundados, machos. Este tipo de reproducción se llama haplodiploidía.